# Danne (Divaccia)
Danne (in sloveno Dane pri Divači, in italiano fino al 1943 Danne di Sesana, in tedesco Danne) è un paese della Slovenia, frazione del comune di Divàccia.
La località si trova a 451,1 metri s.l.m., a 5,8 kilometri a sud del capoluogo comunale ed a 10,9 kilometri dal confine italiano.
Durante il dominio asburgico fu comune autonomo e comprendeva anche l'attiguo insediamento (naselje) di Cacitti (Kačiče-Pared) del comune di Divàccia.

Tra le due guerre mondiali per un periodo fu frazione del comune di Nacla San Maurizio in seguito confluito nel comune di Divaccia-San Canziano.

## Corsi d'acqua
Torrente Sussiza (Sušica).